# Adelphomyia satsumicola
Adelphomyia satsumicola is een tweevleugelige uit de familie steltmuggen (Limoniidae). De soort komt voor in het Palearctisch gebied.